# اوکسانا فدوروا
اوکسانا گنادیوا فیودوروا (به روسی: Оксана Геннадьевна Фёдорова) (زاده ۱۷ دسامبر ۱۹۷۷) مدل، خواننده، بازیگر، سفیر حسن‌نیت یونیسف و افسر سابق پلیس اهل روسیه
وی در سال ۲۰۰۱ «دختر شایسته روسیه» شد و برندهٔ جایزهٔ جهانی «دوشیزه جهان ۲۰۰۲» (میس یونیورس) شد. اما بعدها به دلایل شخصی از این عنوان انصراف داد و جاستین پاسک از پاناما جایگزین او شد پیش از این جاستین مقام دوم را در مراسم دوشیزه جهان کسب نموده بود.
او در یکی انتخابات‌های روسیه از حزب زندگی روسیه حمایت کرد اما حتی حمایت او و سایر افراد مشهور دیگر نیز باعث موفقیت این حزب نشد و نهایتاً این حزب حتی یک کرسی نیز کسب نکرد.